# 沙隆 (地区)
沙隆，或按其作为沙隆的形容词形式的名称音译作沙隆奈、沙洛奈，是一个位于法国勃艮第-弗朗什-孔泰大區的传统地区，主要城市是索恩河畔沙隆。
沙隆地区由六个市镇公共社区（communauté de commune）和一个城市圈公共社区（communauté d’agglomération）组成，共有143个市镇和大约150000名居民。